# バラム (旧約聖書)

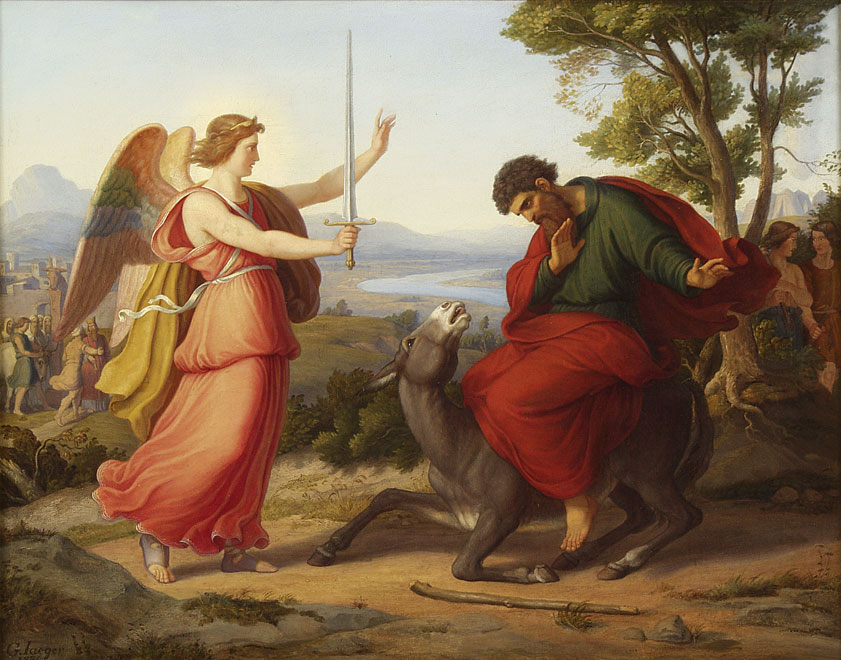
Gustav Jaeger画『バラムと天使』(1836年)

バラム（Balaam、ヘブライ語: בִּלְעָם,）は旧約聖書の『民数記』22章に登場する人物。ユーフラテス川流域の町ペトルに住んでいた。
しばしばエドム人の王・バラクと混同されがちである。

## 旧約聖書におけるバラム

### 出身
旧約聖書ではバラムはベオルの子とされ、出身地は「ユーフラテス川流域にあるアマウ人の地の町ペトル」、「アラム・ナハライム（メソポタミアを指す）のペトル」、「アラム」「東の山々」などと記されている。

### バラク王の使者
モーセに率いられてエジプトからやってきたイスラエル人は、モアブの平野に宿営した。モアブ人の王バラクはイスラエルがアモリ人を倒したことを知り、またイスラエル人の数の多さを恐れた。
バラクは、占い師であるベオルの子バラムに呪わせるため、ペトルに使者を遣わした。モアブ人とミディアン人の長老たちはお礼のための穀物を持参してバラムのところに行き王の言葉を伝えた。
バラムがすすめたので使者たちはバラムのもとにとどまった。そのときヤハウェが現れて彼らが誰なのか質問し、バラムが彼らの素性と彼らを遣わした王バラクの目的を述べた。神はイスラエルは自分が祝福した民だから呪ってはいけないと言い、バラムも神に従い申し出を断って使者を帰らせた。
バラク王は今度はもっと身分の高い使者を出し、優遇するし望むことは何でもかなえるから呪って欲しい旨を伝えたが、たとえ家を満杯にするほどの金銀を差し出されても自分は神の言葉に反するわけにはいかない、とバラムは使者たちに述べた。ただ、バラクは今回も使者にとどまることを薦め、さらに神が自分に何と言うか確かめさせて欲しい、と言う。
夜になり、バラムの前に臨んだ神は今度はバラク王のもとに行くことを許した。しかし神がバラムに言ったことのみをしなければならないという制限付きであった。

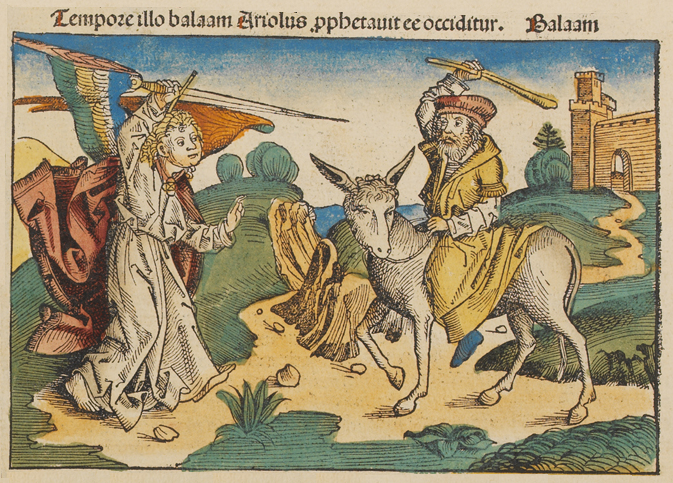
『ニュルンベルク年代記』の挿絵(1493年)

### バラムとロバ
翌朝バラムはロバに乗って使者と共にバラク王のもとに向かった。神は怒りを発し天使を遣わして止めようとした。ロバには天使が見えたので怖がって道から外れようとした。天使が両側に石垣のある道に現れるとロバは端に擦り寄ろうとするあまりバラムを石垣に押し付け、天使が左右への曲がり道もない狭まった所に立ちはだかると、道をそれるわけにもいかなくなったロバはその場に立ち止まった。事を理解できなかったバラムはそのたびにロバを打った。
とうとうロバは抗議の言葉を発したが、バラムはいま剣を持っていたらお前を殺していた、と怒りを露にする。ロバはさらに自分は今まで長い間乗られていたが、いつもこのような行動をとっていたか、と言う。たしかにそうだといぶかるバラムの目を神が開かせると、彼にも天使の姿が見えるようになった。
天使からお叱りを受けたバラムはこれからでも引き返そうか、と言うが天使はバラムに使者たちと一緒に行くのを許した。ただし先に神がバラムに伝えたのと同じく、神が言ったことしかしてはならない、という制限がついていた。

### バラムとバラク王
バラク王はバラムが来ることが知らされると国境の町に自ら出向き、バラムを迎えた。翌朝バラムはバラクに伴われ、イスラエルの宿営が見える山に登った。バラムはバラクに七つの祭壇と七頭の雄牛と七頭の雄羊を用意させ、祭壇ごとに雄牛と雄羊を一頭ずつ捧げた。バラムはバラクを儀式の場に残し、山に登って神意を問うた。バラムはそこで授かった言葉を王に告げたが、それはバラクの意図していたものとは違っていた。その託宣はイスラエルの民を呪うどころか祝福する内容であった。バラクは呪う為に呼んだのに祝福するなんて、と文句を言うがバラムは主が自分の口に授けられる言葉のみを語らないといけないと主張し取り合おうとない。バラクはバラムを別のところに連れて行き別の託宣を引き出そうとするが、バラムはなおもイスラエルを祝福する。とうとうバラクは呪うことも祝福することも止めるように要求した。
バラムは神の言われる事は何でもしなければならないと告げなかったか、とバラクの願いを拒絶する。バラクはなおもバラムから利益を引き出そうと試み、ペオルの頂に彼を連れて行く。バラクはバラムの言う通りにその場に七つの祭壇を築き、前と同じように七頭の雄牛と七頭の雄羊を生贄を捧げた。だが今度の託宣の内容も祝福だった。バラク王は怒り、手を打ち鳴らしてバラムに帰るように要求した。バラムは使者たちに述べた言葉をバラクにもぶつけたが、これ以上バラクのもとにとどまろうとはしなかった。彼は最後にイスラエル人がモアブ人に何をするかを託宣でもって伝え、立ち上がると帰っていった。

### バラムの最期
イスラエルの民の中にモアブの娘達と淫らな行いを始める者が現れた。それだけでなく娘達が崇める神々に犠牲を捧げる儀式にも参加し、異教の神々を拝んでしまった。怒った神はモーセに命じ、異教神『ペオルのバアル』を拝んだ者を殺させた。
イスラエルの者が異教の儀式に耽ると同時に疫病が発生したが、儀式に参加したミディアン人の一族の頭の娘コズヒとイスラエル人の男ジムリの二人がエレアザルの息子ピネハスによって殺されると、イスラエル人に疫病が及ぶのが止まったという。それでもこの疫病による死者は24000人に及んだ。
イスラエル人は一族の者を堕落させた報いとしてミディアン人を攻めた。そこに記された敵側の死者の中に、バラムの名が含まれている。
モーセによれば、ミディアン人はバラムの策略によりイスラエル人を惑わせたのだという。

## 新約聖書におけるバラム
悪徳・不義を行った悪人として名をあげられている。『ヨハネの黙示録』では信徒のなかに「バラムの教え」を奉じる者が紛れ込んでいると警告されている。また、バラムはバラクにイスラエル人の前に躓きのもとを置き、偶像に捧げられたものを食べさせるようにしたり不品行をさせるように教え込んだのだという。

## バラム碑文
1967年にヨルダン西部のテル・デイル・アッラーで遺跡が発掘され、そこからベオルの子バラムが幻視した神々の言葉を記した紀元前800年ごろの碑文が出土した。碑文は難解だが、明らかに滅びの予言が記されている。